# Чжан Цзыюй
Чжан Цзыюй (кит. упр. 张子宇, пиньинь Zhāng Zǐyǔ, род. 1 мая 2007 года, Цзинань, Шаньдун, Китай) — китайская баскетболистка. Известна своим необычайно высоким ростом, который по некоторым данным может достигать 226 см. Обладательница статуса самого ценного игрока Кубка Азии FIBA 2024 года среди девушек до 18 лет.

## Ранние годы
Чжан родилась 1 мая 2007 года и выросла в китайской провинции Шаньдун. Отец и мать девушки были баскетболистами и начали обучать дочь баскетболу, когда ей было 5 лет. По информации китайского таблоида Global Times, в первом классе рост Чжан составлял около 157 см, а в шестом девушка доросла примерно до 206 см.
Училась в начальной школе Восточной улицы Вэньхуа в Цзинане, в начальной средней школе при Университете Цинхуа в Пекине, в спортивной школе Цзинаня и в Шаньдунской экспериментальной средней школе. В 14 лет Чжан приняла участие в турнире Национальной баскетбольной лиги до 15 лет и помогла своей команде выиграть в финале. Рост девушки во время турнира, по сообщениям, составлял около 226 см, и она стала популярной после того, как набрала 42 очка, 25 подборов и шесть блок-шотов в финале; журналисты отмечали, что она «возвышается над своими соперницами», и сравнивали баскетболистку с Яо Мином.
В 2022 году Чжан набрала 62 очка и 13 подборов на национальном чемпионате среди команд до 15 лет, а затем три недели спустя набрала 68 очков и 24 подбора на чемпионате провинции. Девушка стала звездой команды Шаньдуна на национальном чемпионате среди команд до 17 лет в 2023 году, набрав 30 очков и 21 подбор за 26 минут, и помогла команде выиграть в финале.
В 2025 году Чжан Цзыюй приняла участие в Матче всех звезд Женской китайской баскетбольной ассоциации.

## Международная карьера
Чжан была выбрана в команду Китая на Кубок Азии FIBA 2024 года среди девушек до 18 лет. Согласно FIBA, рост баскетболистки на турнире составлял 220 см, хотя некоторые источники говорят о 224 и 226 см. В своём дебютном матче за сборную Китая против Индонезии она вышла на замену и отыграла 13 минут, набрав 19 очков и реализовав 9 из 9 бросков в победном матче со счетом 109-50. В следующей игре против Новой Зеландии Чжан набрала 36 очков, сделала 13 подборов и четыре блок-шота, реализовав 80 % своих бросков. Затем она набрала 44 очка в матче против Японии, побив абсолютный рекорд турнира, а также сделала 14 подборов. В финале против Австралии девушка набрала 42 очка и сделала 14 подборов, и в результате Китай занял второе место. Чжан вошла в символическую пятёрку лучших игроков турнира и была названа его самым ценным игроком, набирая в среднем 35 очков и 12,8 подборов за игру; её рост и игра во время соревнований стали вирусными и привлекли международное внимание.
В июне 2025 года Чжан Цзыюй дебютировала за сборную Китая в двух матчах против Боснии и Герцеговины, в общей сложности набрав 34 очка и сделав 14 подборов за 27 минут игрового времени. В июле баскетболистка сыграла за сборную Китая в женском Кубке Азии-2025.